# Aloe minima
Aloe minima é uma espécie de liliopsida do gênero Aloe, pertencente à família Asphodelaceae.